# Le Fresne-Poret
Le Fresne-Poret – miejscowość i gmina we Francji, w regionie Normandia, w departamencie Manche.
Według danych na rok 1990 gminę zamieszkiwało 277 osób, a gęstość zaludnienia wynosiła 27 osób/km² (wśród 1815 gmin Dolnej Normandii Le Fresne-Poret plasuje się na 616. miejscu pod względem liczby ludności, natomiast pod względem powierzchni na miejscu 488.).